# Heliodoro Baptista
Pour les articles homonymes, voir Baptista.
Heliodoro Baptista, né le 19 mai 1944 à Gonhane, près de Quélimane dans la province de Zambézie, et mort le 1er mai 2009 à Beira, est un journaliste et poète mozambicain.

## Biographie
Heliodoro dos Santos Baptista passe une partie de son enfance au Portugal, puis revient au Mozambique où il commence ses activités littéraires et journalistiques dans le quotidien local, Notícias da Beira.
Il collabore à plusieurs autres périodiques, tels que Diário de Notícias, A Tribuna dos Jovens, Voz da Zambézia, Diário de Moçambique, Domingo,Tempo, África ou Notícias. 
Membre de l'Association des écrivains mozambicains (AEMO), il est à l'initiative de nombreux événements culturels, connus sous le nom de saraus (pt), à Beira.
Le 1er mai 2009, victime d'une crise cardiaque, il meurt à l'hôpital provincial de Beira, où il vivait avec sa famille. Heliodoro Baptista était marié à la journaliste Celeste Mac-Arthur. Le couple avait quatre enfants. Leur fils Heliodoro Baptista Jr., né en 1992, publie à son tour un premier recueil de poésie, Detalhes de uma vida de silêncio (2019).

## Œuvre
Selon Patrick Quillier (2011), Heliodoro Baptista fait partie, avec Luís Carlos Patraquim et Mia Couto, de cette nouvelle génération de poètes qui « prennent leur distance avec les thématiques d'exaltation patriotique et de mise en accusation du colonialisme » privilégiées par leurs prédécesseurs. Leur liberté d’expression poétique n'obéit « qu'à la rigueur esthétique de choix cohérents et réfléchis, sans pour autant mettre de côté leur esprit critique ni leurs facultés d’empathie avec les souffrances du peuple », un point de vue déjà avancé par Patrick Chabal (1996), qui le décrit comme un « poète passionné », plutôt qu'« engagé ». Selon lui, Baptista, d'une voix forte et singulière, refuse toute dichotomie, politique ou littéraire, considérant que la mission du poète n'est pas de juger ou de prendre parti, mais de puiser son inspiration dans les points de vue contradictoires et le choc des cultures. Il s'agit d'écrire, et d'écrire encore, jusqu'à ce que l'écriture pose d'elle-même les fondements de l'amour et de l'espoir.
Après Por Cima de Toda a Folha (1987) et A Filha de Thandi (1991), son dernier recueil de poésie est Nos joelhos do silêncio (2005), préfacé par Mia Couto. Dans certains de ces poèmes, évoquant notamment le massacre de Wiriyamu (1972), pendant la guerre d'indépendance du Mozambique, Patrick Quillier croit percevoir « le souffle d'Artaud et l'indignation de Picasso dans Guernica ».

## Distinctions
Heliodoro Baptista reçoit le prix de poésie de l'Association des écrivains mozambicains (AEMO) pour Por Cima de Toda a Folha, un recueil de poèmes écrits avant et après l'indépendance, et le prix Gazeta de Poesia pour A Filha de Thandi.